# Ri (längdmått)
Ri är en idag obsolet japansk (里, ri) och koreansk (리, ri) längdenhet jämförbar med fjärdingsväg. Den baserades ursprungligen på en traditionell kinesisk (里 lǐ) eller (市里 shì lǐ) från Tangdynastin, där den modernare varianten är 0,5 km. 1891 omdefinierades det japanska måttet till motsvarande 3 927,27 meter.
Begreppet är förekommande i korsord, ofta enligt den längre japanska definitionen.